# 백곰 (탄도탄)

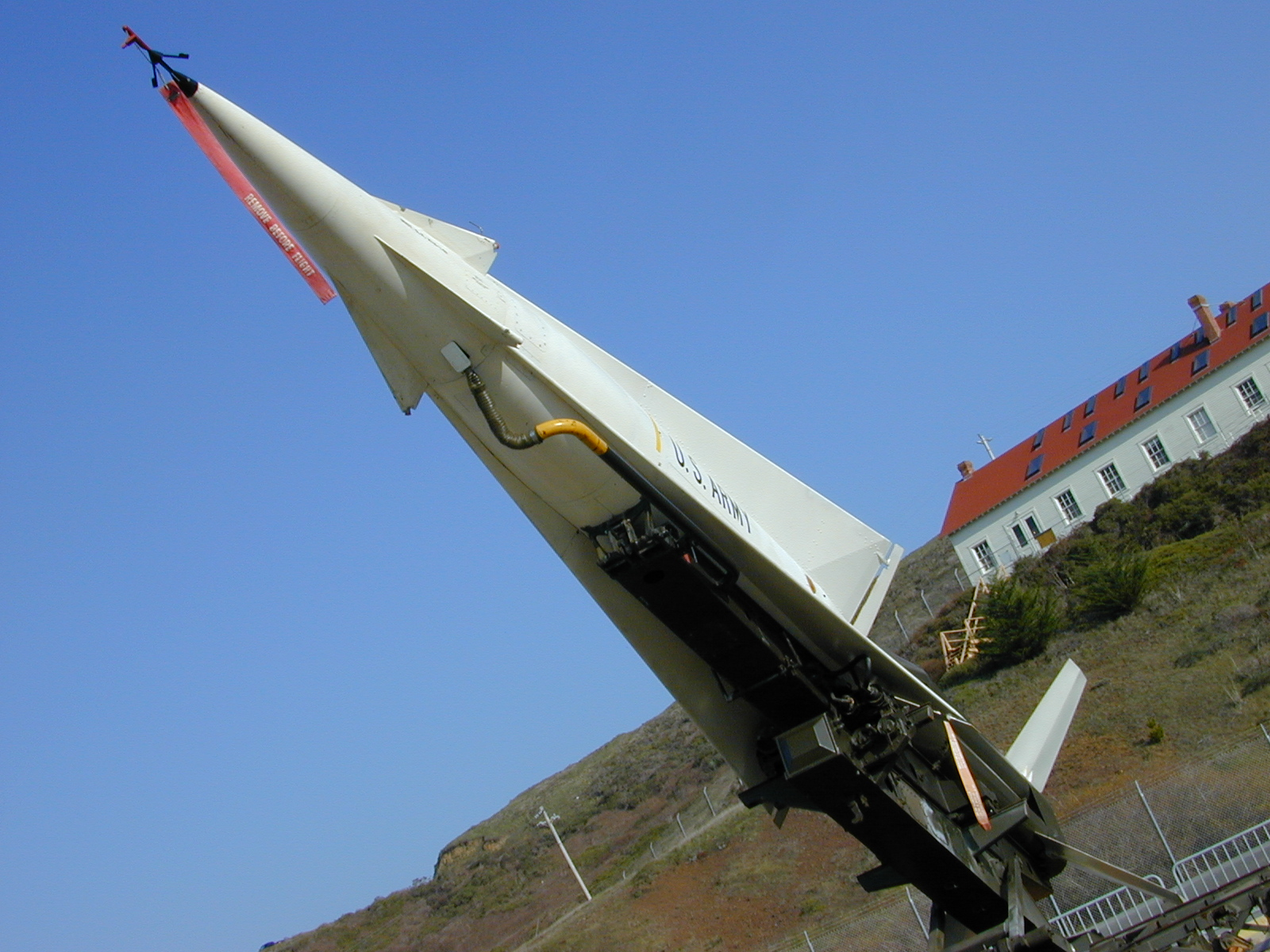
백곰 미사일과 동일한 외형의 나이키 허큘리스 미사일

백곰 미사일(NHK-1)은 대한민국의 첫 국산 단거리 지대지 탄도 미사일이다. NHK-1는 Nike Hercules Korea-1의 약자이다.

## 개발배경
북한이 1969년~1970년 사이 소련로부터 사거리 70km FROG-7 미사일를 들여왔다. 곧이어 1971년 3월 주한미군 7사단 병력 2만 명을 한반도에서 철수시킨다. 이것은 안보위기로 이어졌다.
1971년 12월 27일, 국방과학연구소(ADD) 창설 멤버로 로켓연구실 실장이던 구상회 박사는 청와대 오원철 경제수석으로부터 급히 청와대로 들어오라는 전갈을 받았다. 청와대에서 오원철 경제수석이 박정희 대통령의 친필 메모를 전달했다. 메모지 서두에는 빨간 잉크로 ‘極秘’(극비)라고 씌어 있었다. 내용은 "국과연은 국방부의 명령을 받는 즉시 지대지 유도탄 개발계획을 작성해 청와대에 보고하고 공군은 유도탄 개발 이후의 작전운영계획을 수립, 대통령께 보고할 것"이었다.

## 기술

### 외형
풍동 시험시설 등이 없어서, 미국 MIM-14 나이키 허큘리스 미사일의 외형을 베꼈다.

### 소프트웨어
불황에 허덕이던 미국 맥도널 더글러스가 나이키 허큘리스 미사일의 사거리 개량을 한국에 제안했다. 작업과정에서 소프트웨어 기술을 확보했다.

### 고체연료
미 공군에 고체연료를 납품하던 LPC사가 적자로 폐쇄한 유도탄 추진제 공장 시설을 260만달러라는 헐값에 한국에 팔았다. 원천기술과 장비를 고스란히 국내로 들여왔다.

### 핵탄두
당시 사거리 200km 지대지 탄도 미사일은 오직 6개국만이 개발에 성공했으며, 핵탄두를 장착했다. 2000년대처럼 고정밀 스마트 재래식 폭격이 불가능해서 폭발력이 높은 핵탄두를 사용했다. 미국 MIM-14 나이키 허큘리스 미사일은 W31 핵탄두를 탑재했다. W31 핵탄두는 핵출력 2, 20, 40kt 세 가지 버전의 증폭형 핵분열탄이며, 1958년부터 1989년까지 2,550발이 생산되었다. MIM-14 나이키 허큘리스에는 20kt 버전만 장착했다. 무게 408-428kg, 직경 76cm, 길이 100cm다.

## 프랑스
한국은 백곰 미사일 핵심기술을 프랑스에서 도입했다. 백곰에 탑재할 핵탄두 개발도 프랑스 핵무기 연구소 CEA CESTA에 한국 기술자들을 파견해 개발했다. 당시 프랑스는 프랑스 최초의 지대지 핵미사일인 S2 미사일을 실전배치했다. 플루토늄 내폭형 핵분열탄인 무게 700 kg, 핵출력 130 kt MR31 핵탄두를 탑재했다.

## 경과
- 1966년 미국에서 MIM-14 나이키 허큘리스 지대공, 지대지 겸용 미사일을 수입했다.
- 1968년 1월 21일: 1·21 사태 발생, 김신조 등 북한 특수부대 31명이 청와대를 기습 공격했다.
- 1969년 1월 20일: 미국 공화당 리처드 닉슨 대통령이 취임했다.
- 1969년 7월 25일: 닉슨 대통령이 괌에서 닉슨 독트린을 발표했다. 약소국들은 자신이 알아서 국방을 책임지라는 내용이다.
- 1970년 7월: 월리엄 로저스 미국 국무장관이 베트남 공화국 사이공에서 열린 월남전 참전국 회의에서 최규하 외무장관에게 "주한미군 2만명 철수"를 통보했다.
- 1971년 4월 2일: 미국 공화당 닉슨 대통령의 닉슨 독트린에 따라, 미국은 주한미군 7사단을 일방적으로 서울 북부 동두천에서 일방적으로 철수했다.
- 1971년 12월 27일: 박정희 대통령이 1974년까지 사거리 200 km 단거리 미사일, 1976년까지 사거리 500 km 장거리 미사일을 개발하라고 지시했다. '항공공업 육성계획'으로 위장명칭을 달았다. 당시 전세계에서 탄도 미사일 사거리 200 km는, 기술적으로 명중률이 매우 낮아서, 핵탄두를 장착한 미사일을 의미했다.
- 1974년 5월 14일: 박정희 대통령이 '항공공업 육성계획'을 율곡사업으로 추진하는 것을 재가했다. 미국 MGM-31A 퍼싱 I을 베낀 사거리 500 km 지대지 유도탄을 1978년까지 개발하기로 했다. 당초 1976년 보다 2년 연장했다.
- 1974년 9월: 대전기계창으로 위장한 유도탄연구소 착공
- 1974년 10월 19일: 한국-프랑스 간 원자력협력협정이 체결되면서 백곰 미사일용 핵탄두 개발을 시작했다. 이스라엘도 1950년대 프랑스의 핵기술 이전으로 핵무기를 보유하게 됐다. 박정희 정부 당시 한국은 프랑스 핵무기 연구소에서 고폭실험을 완료하였다.
- 1975년 1월: 안흥측후소로 문패를 단 비행시험장 착공[3]
- 1976년 1월: 미국 국무부 관리가 방한해 한국의 핵개발 중지를 요구했다.
- 1976년 1월 26일: 미국 압력으로, 한국은 프랑스와의 플루토늄 재처리 공장 도입 계약을 파기했다.
- 1978년 9월 26일: 충남 안흥종합시험장에서 박정희 대통령이 직접 참관하는 가운데 백곰 미사일 시험발사에 성공했다. 사거리 180km 로서, 서울에서 평양까지 직선거리가 180km이다. 이는 세계 7번째 지대지 탄도 미사일 개발이다.[4]
- 1978년 10월 1일: 국군의 날에 백곰 미사일 첫 공개[5]
- 1979년 9월: 존 위컴 주한미군 사령관이 탄도 미사일 개발을 중단하라는 권고 서한을 보냈으며, 이에 대해 노재현 국방부 장관이 서면으로 동의했다. 노재현 국방부 장관의 동의 서한을 미사일 지침이라고 부른다. 사거리 180km, 탄두중량 500kg으로 제한한다는 내용이었다.
- 1979년 10월 26일: 박정희 대통령 서거로 뒤를 이은 제5공화국 출범이후, 미사일 개발팀 전면 해체.

## 같이 보기
- 현무 미사일
- 대한민국의 탄도 미사일 개발
- MTCR